# Alexeï Venetsianov
Alexeï Venetsianov (en russe : Алексей Венецианов) (18 février 1780 – 16 décembre 1847) est un peintre russe de scènes de genre extraites de la vie paysanne, enseignant, membre de l'Académie russe des beaux-arts, fondateur de ce qu'on appelle l'école Venetsianov.

## Biographie
Venetsianov est né à Moscou mais provient d'une famille venue de Grèce en Russie, qui s'appelait Mikhapoulo-Proko ou Farmaki-Proko. L'arrière-grand-père du peintre, Fédor Proko, et son épouse Angela arrivent en Russie, avec leur fils Gueorgui, dans les années 1730-1740. Ils y reçoivent le surnom de Venetsiano qui est devenu ensuite leur nom de famille sous la forme Venetsianov.
Alexeï Venetsianov est né le 18 février 1780 à Moscou. Son père est Gavrila Iourevitch et sa mère Anna Loukinitchna. Sa famille est commerçante, vend des groseilles, des bulbes de tulipe, mais aussi des tableaux. Alexeï travaille comme arpenteur dans un département public chargé de gérer la forêt. Alexeï se forme par lui-même à la peinture puis étudie chez Vladimir Borovikovski. Dans sa jeunesse il peint des portraits lyriques de sa mère (1802), de A. I Bibikov (1805), de Mikhaïl Fonvizine (1812).
À partir de 1807 il sert comme officier à Saint-Pétersbourg.
En 1811 il est nommé c'est-à-dire candidat à l'académie. La même année Venetsianov est reçu comme académicien. Il réalise pour obtenir son titre le portrait de Kirill Golovatchevski.
À l'époque de la campagne de Russie, en 1812, ensemble avec Ivan Terebeniov, il pose sa candidature à l'association des nobles de la francophilie. Il étudie des scènes de genre dans des familles nobles ou bourgeoises. Il est membre de la Société impériale d'encouragement des beaux-arts.

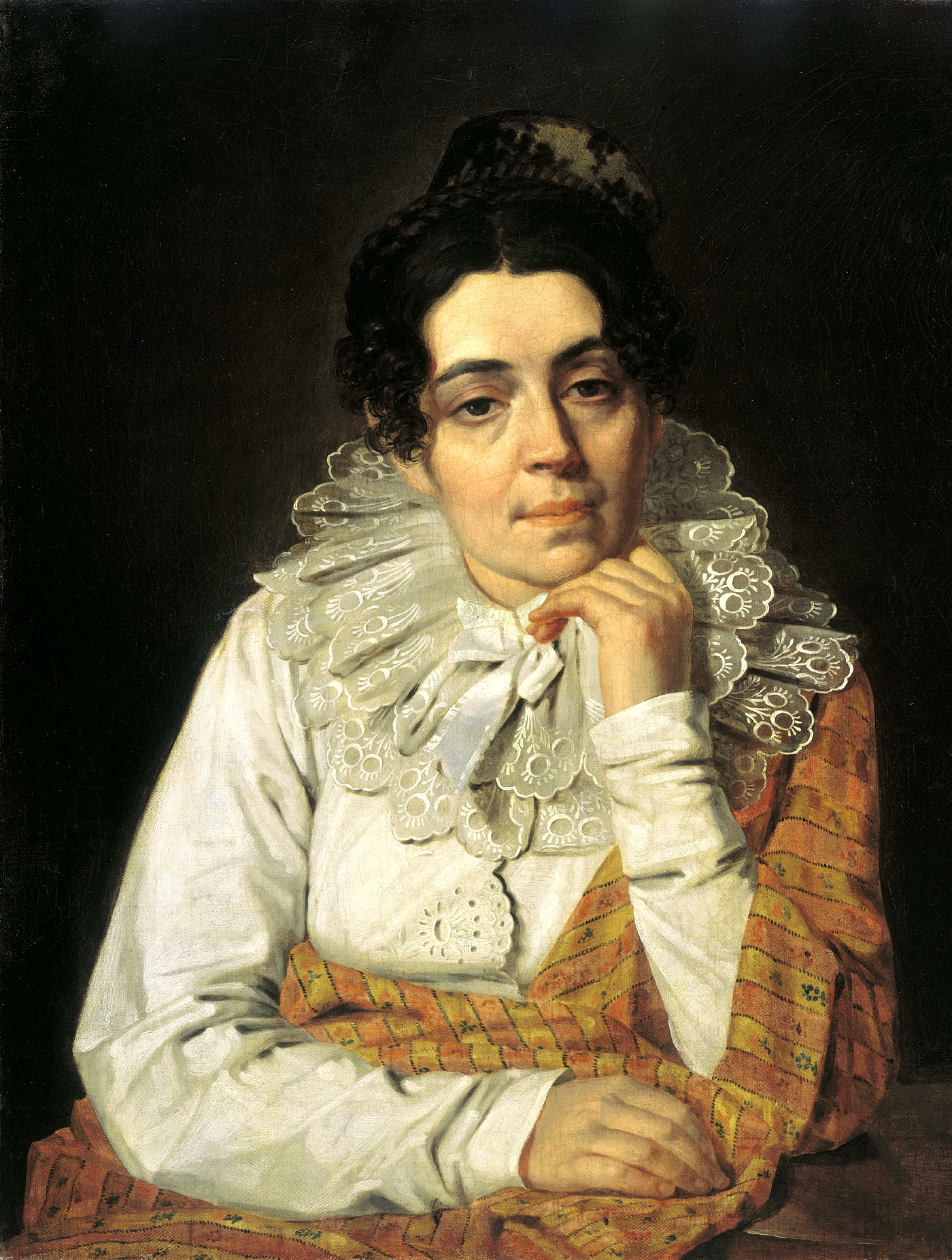
Venetsianov, portrait de son épouse Marthe Afanassievna Venetsianov au Musée d'Art de Kharkov.

En 1819 il abandonne ses fonctions d'officier et s'installe avec son épouse Marthe et ses deux filles Alexandra et Felitsata dans le village de Safonkovo dans le Gouvernement de Tver, où il poursuit ses recherches sur les scènes de genre de style paysan. Il organise là l'École Venetsianov où se formèrent plus de 70 artistes. Vassili Joukovski prend part à ce projet avec eux. Les travaux de leurs élèves sont exposés en même temps que les leurs lors des expositions.
Parmi ses élèves il eut notamment un peintre de talent, Grigori Soroka.
En 1829 il reçoit le titre de peintre de cour.

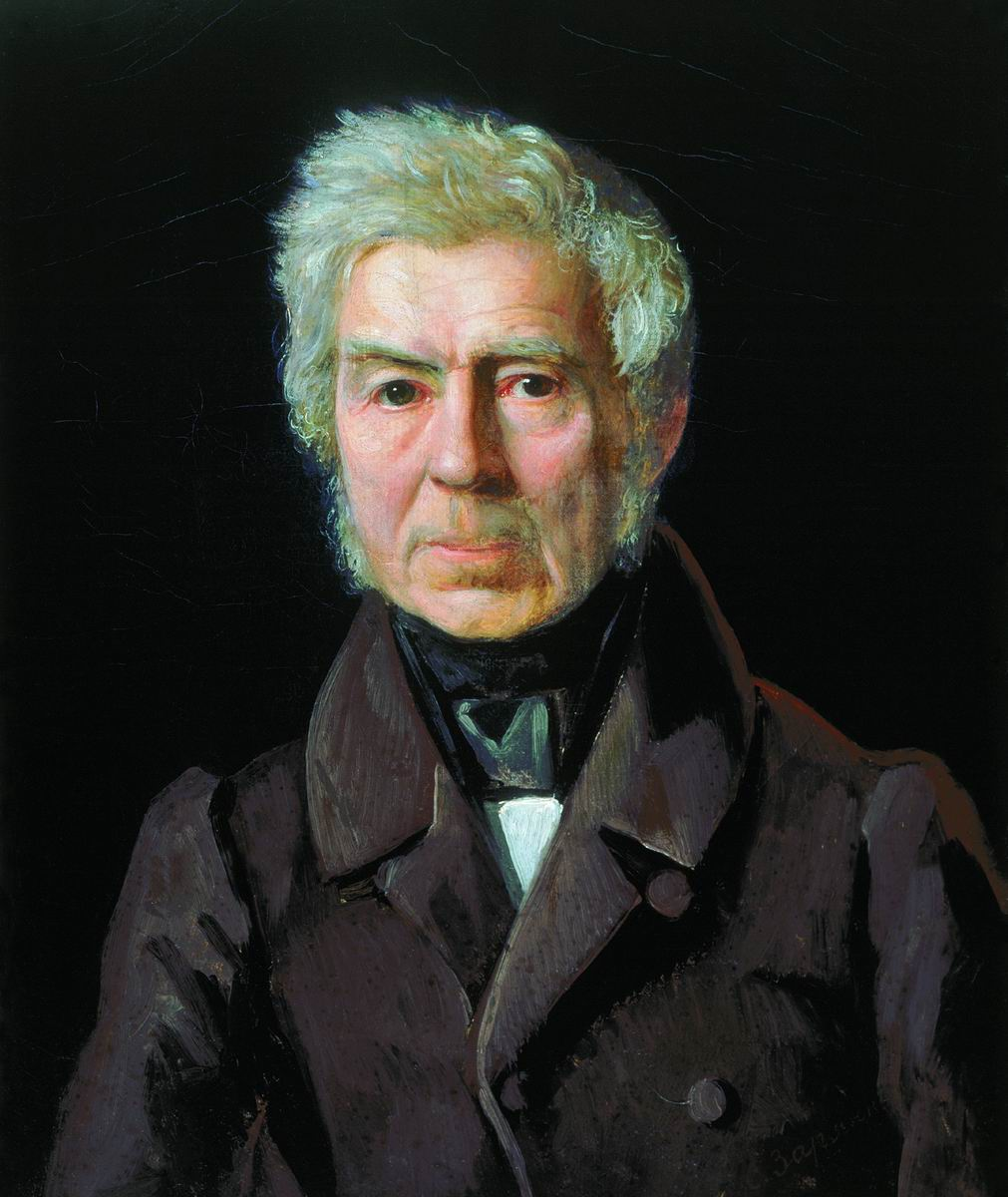
Portrait de Serguei Zarianko 1865

 Venetsianov est mort d'un accident de la route près de Tver dans le village de Poddoube le 16 décembre 1847.
Il est enterré dans le cimetière du village de Doubrovskoïe (aujourd'hui Venetsianova) dans l'oblast de Tver, district d'Oudomeski.

## Œuvre

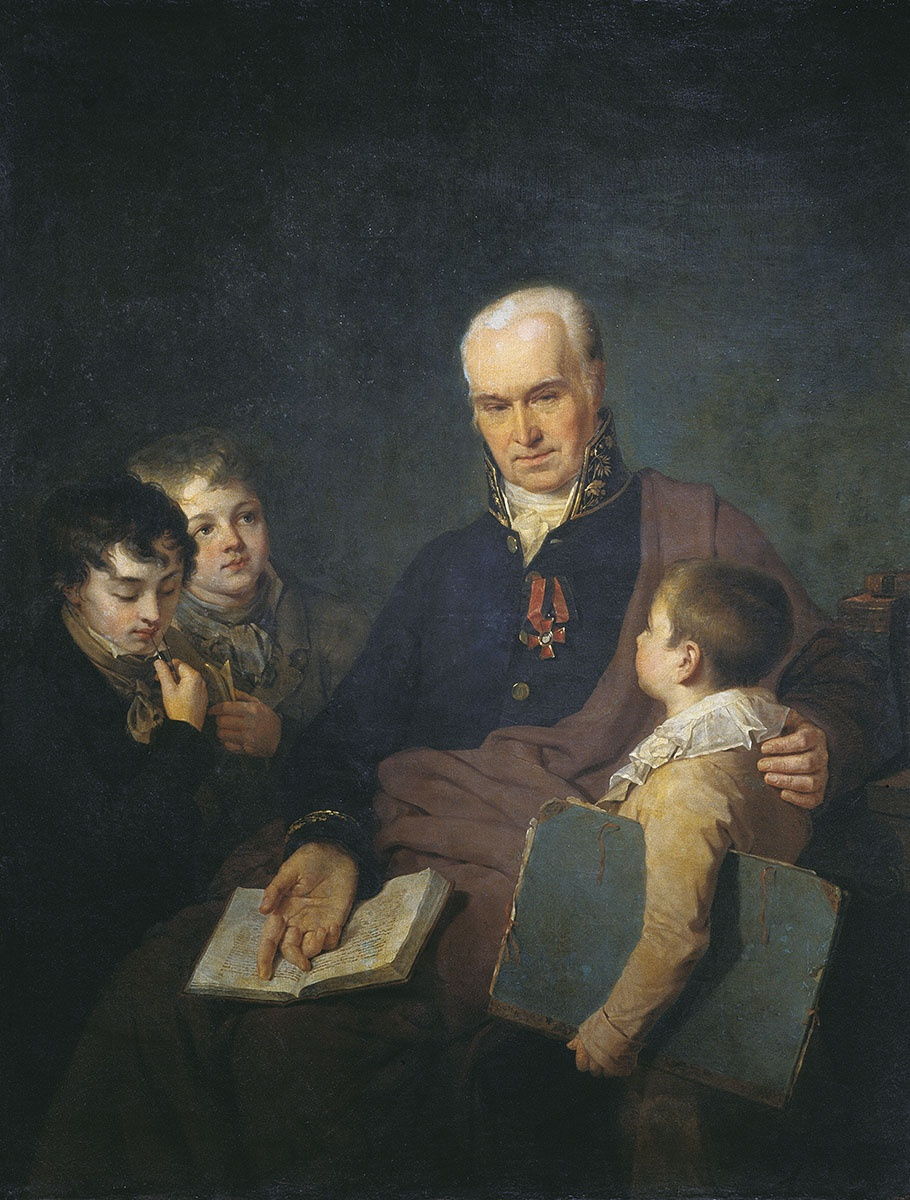
Portrait de K. Golovatchevski par Venetsianov

Venetsianov a réalisé une galerie de portraits de plusieurs de ses contemporains : celui de l'écrivain Nicolas Gogol (1834), de Viktor Kotchoubeï (dans les années 1830), de Nikolaï Karamzine (1828). À la demande de l'académie Venetsianov a été invité à réaliser le portrait de l'inspecteur pédagogique de l'académie К. I. Golovatchevski. Le peintre le représente entouré de ses trois garçons qui symbolisent les trois arts : la peinture, la sculpture et l'architecture. Le portrait incarne ainsi l'unité de l'académie.

La grande popularité de Venetsianov lui vient de ses images de paysans. Moissonneurs, Berger endormi , Zakharka continuent d'attirer des spectateurs deux siècles après leur réalisation grâce à leur fraîcheur et leur sincérité. 

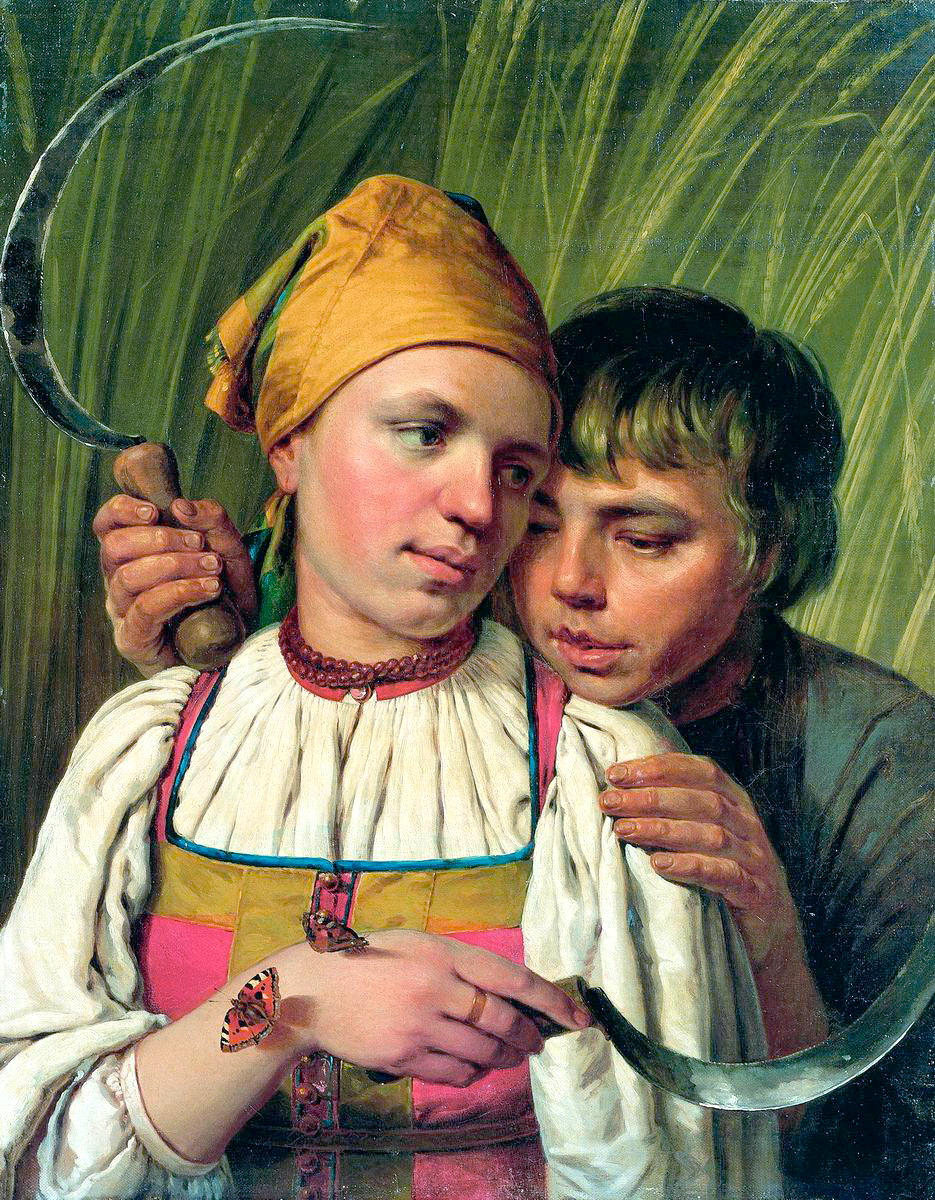
Les moissonneurs, Venetsianov А.

En 1808 А. Venetsianov publie sa Revue des caricatures qui est bientôt interdite. La revue se composait de feuilles gravées : Allégorie des douze mois, promenade en luge, Belmoja. La caricature d'un dignitaire influent a, suppose-t-on, suscité la colère d'Alexandre Ier.
C'est à Venetsianov que l'on doit encore des icônes pour les églises des établissements d'enseignement comme la cathédrale de la Résurrection (Smolny), pour l'église de l'hôpital Oboukhovskaïa. Les dernières années le peintre a travaillé à des icônes pour le pensionnat de la jeunesse noble à Tver.
Il a également travaillé la technique du pastel sur papier et sur parchemin. Comme dessinateur il travaillait la lithographie.
А. Venetsiatov est l'auteur d'articles théoriques et de notes : Le secret de la peinture de Lipmanovski, Sur la perspective, sur le système d'enseignement dans les classes de dessin.

## Galerie de peintures

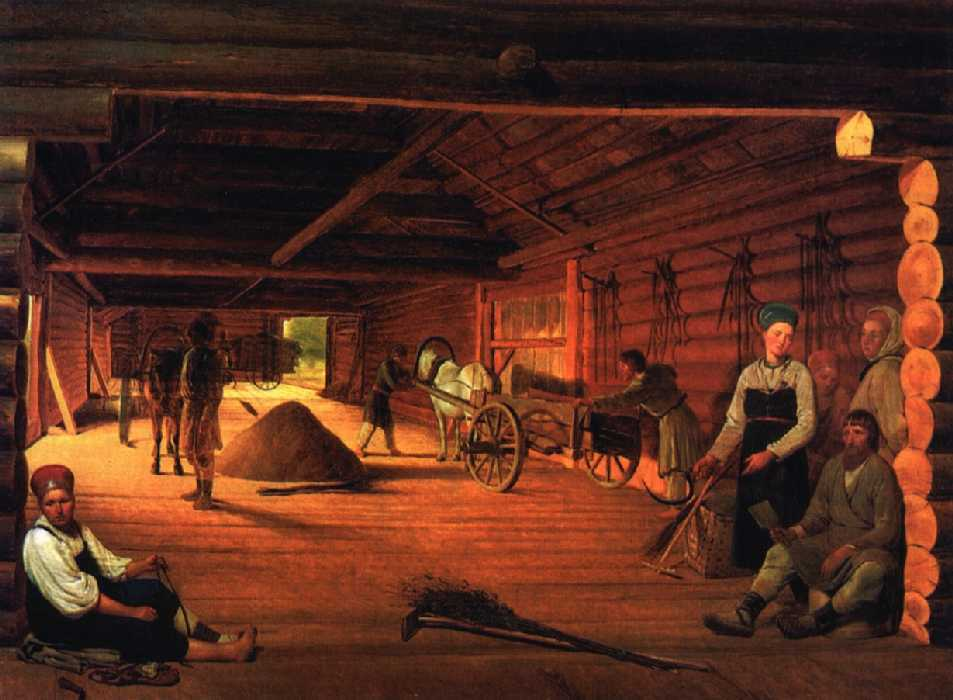
La grange, 1821
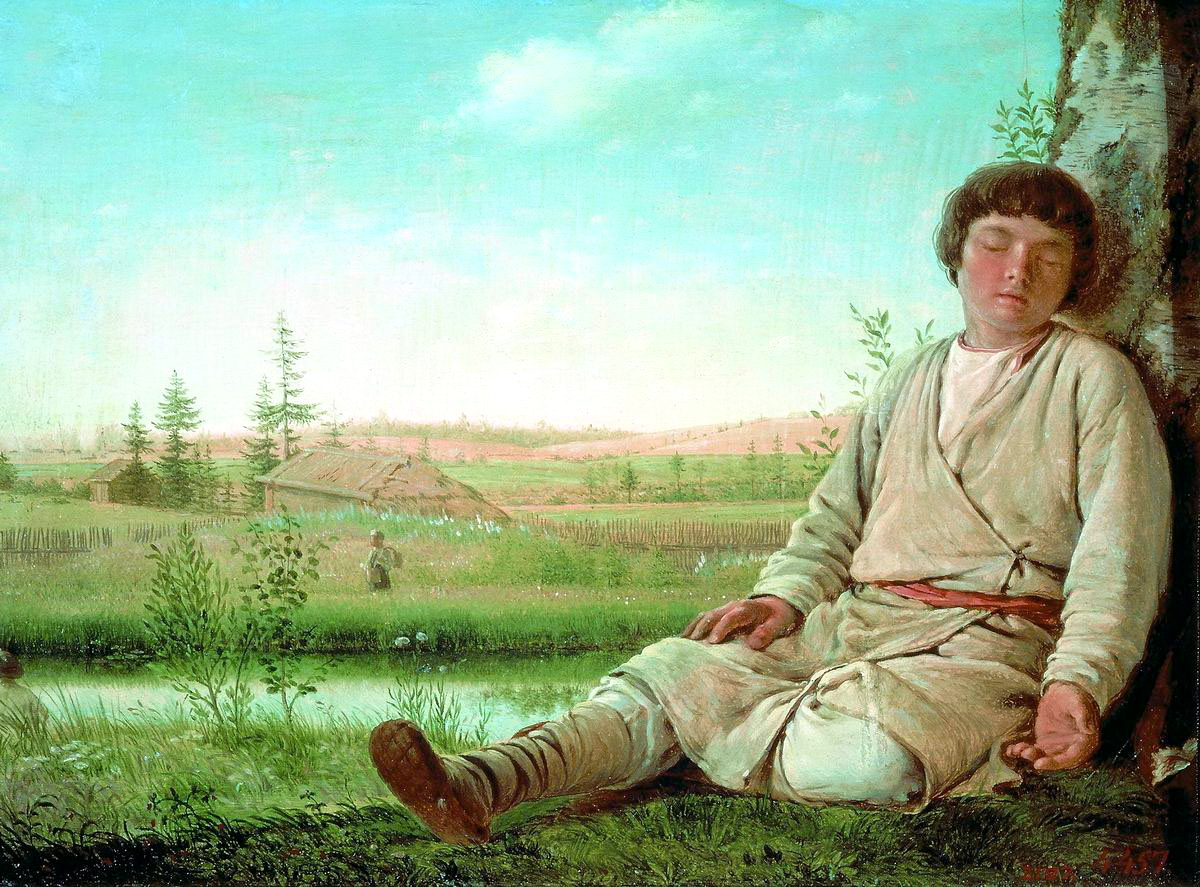
Berger endormi, 1823—24
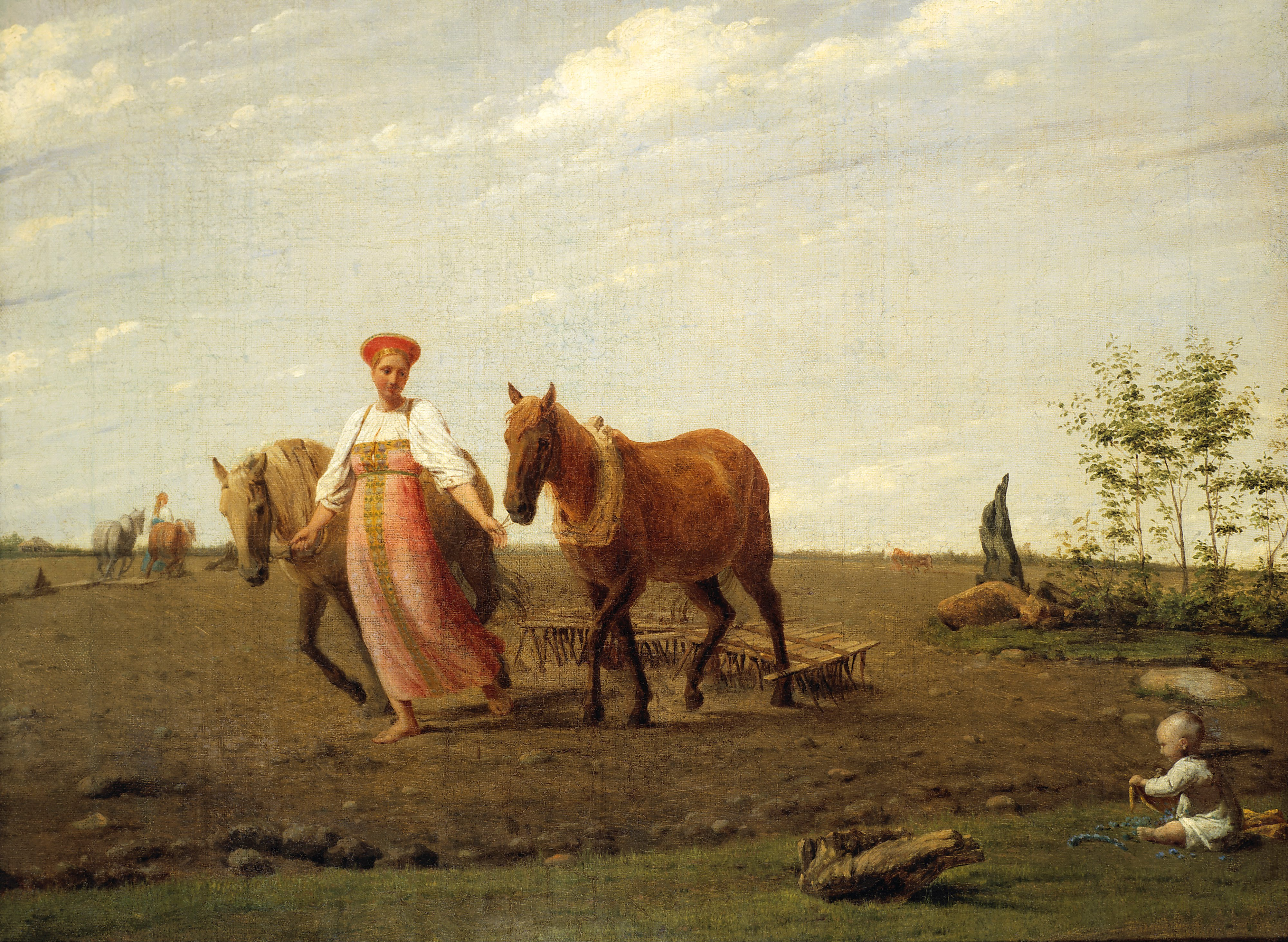
Au Labour. Le Printemps, 1820-е
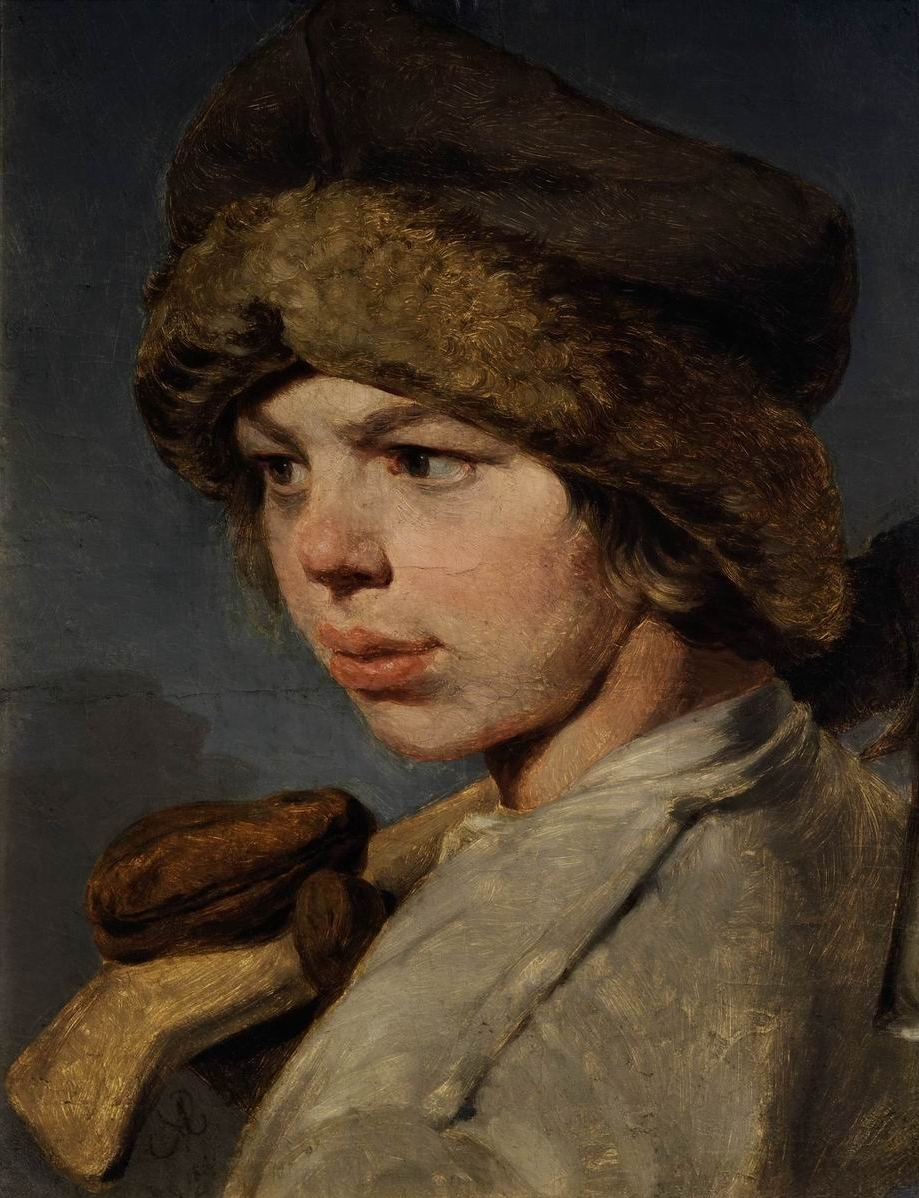
Zakharka, 1825
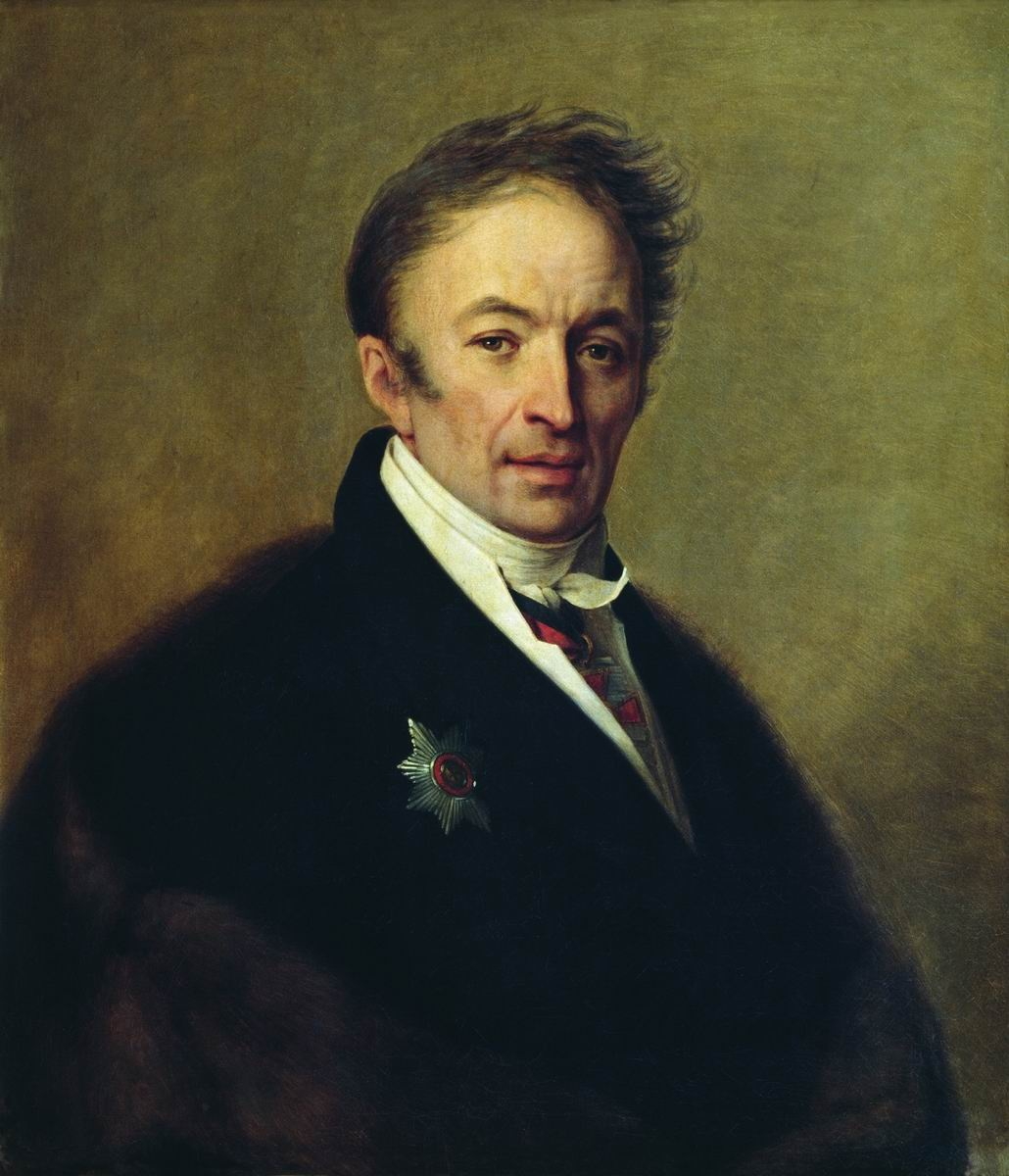
Portrait de  Nikolaï Karamzine, 1828

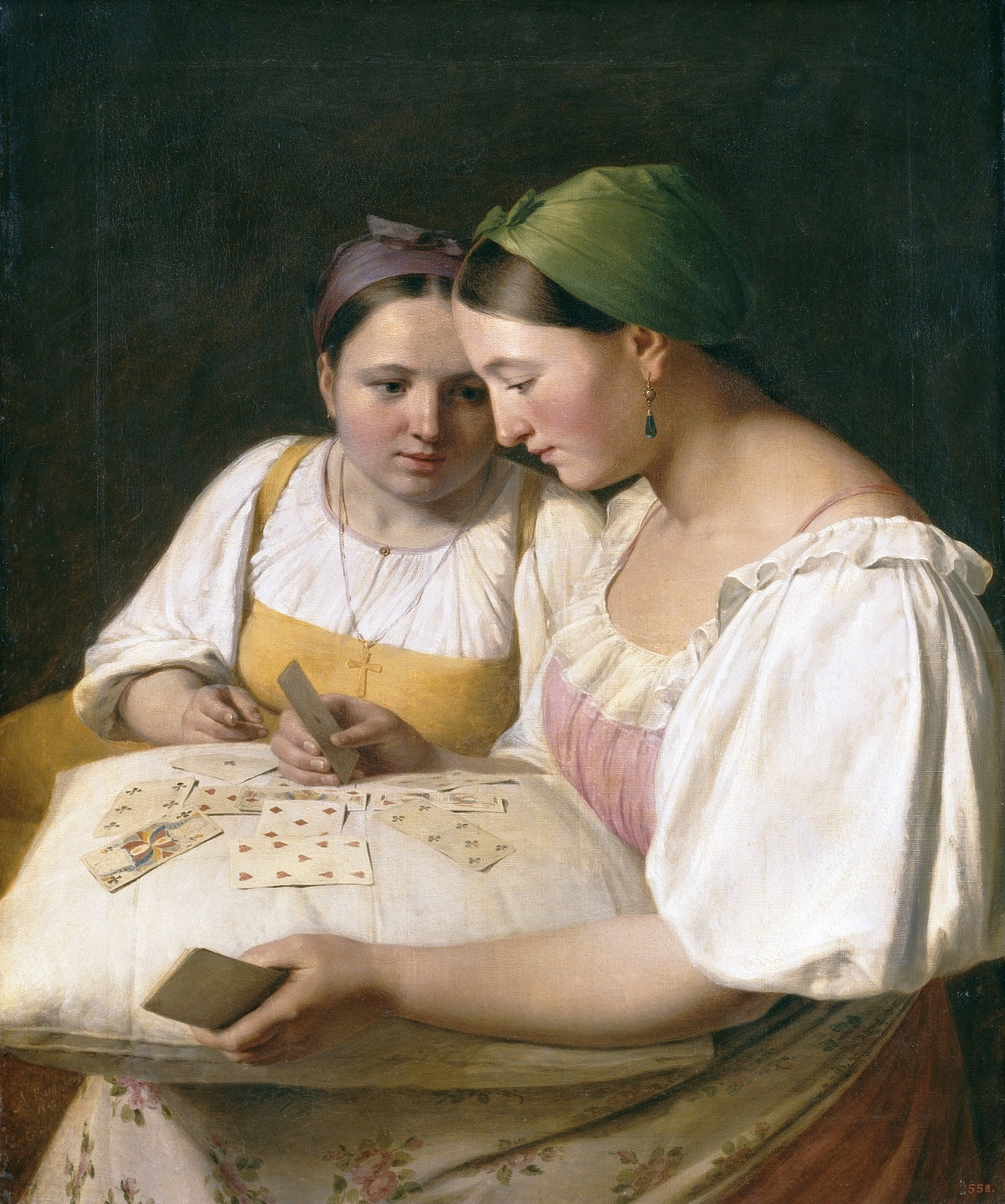
prédictions, 1842
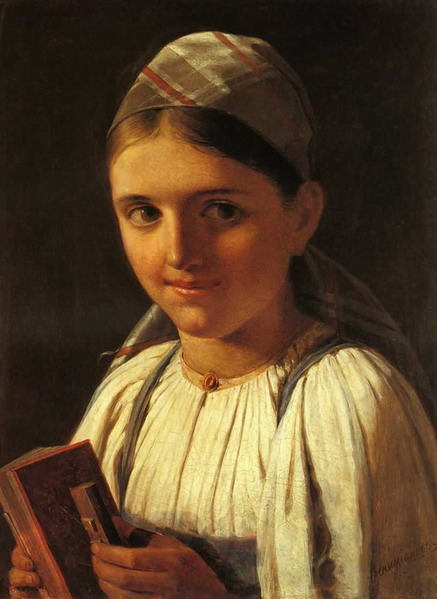
Jeune fille à l'harmonica, 1840 Musée des Beaux-Arts de Nijni Novgorod.
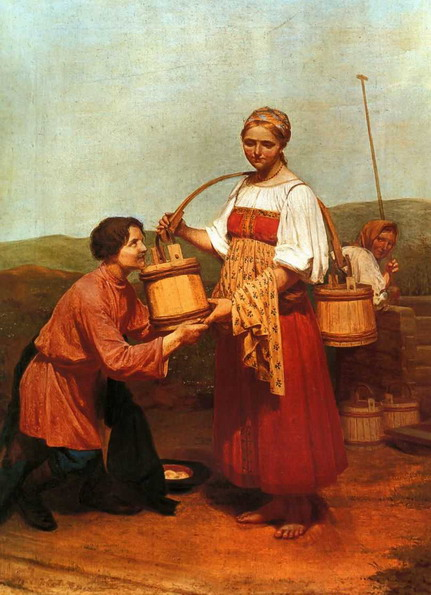
Rencontre au puits. 1843. Musée national d'art d'Azerbaïdjan, Bakou
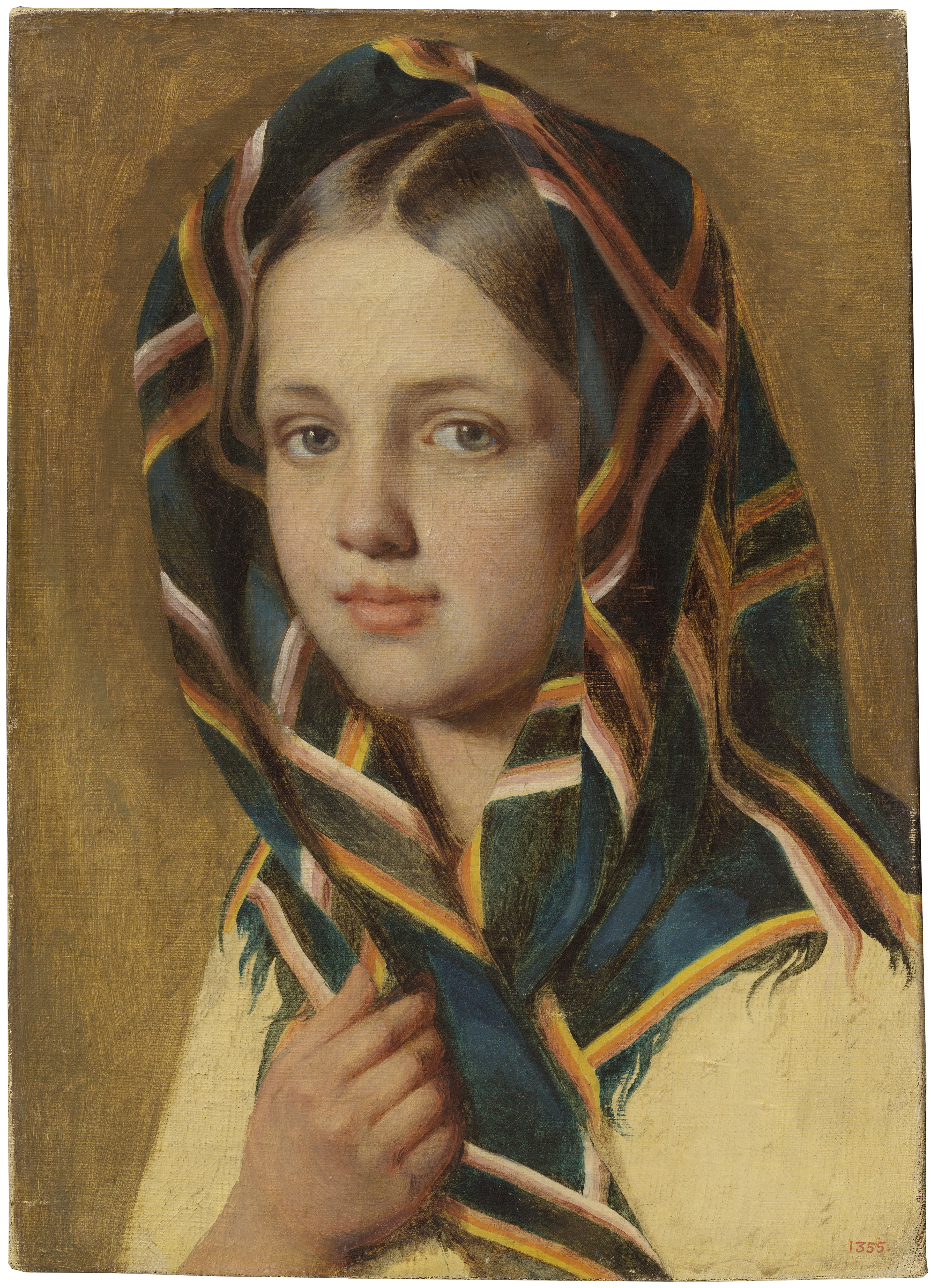
Jeune fille au foulard
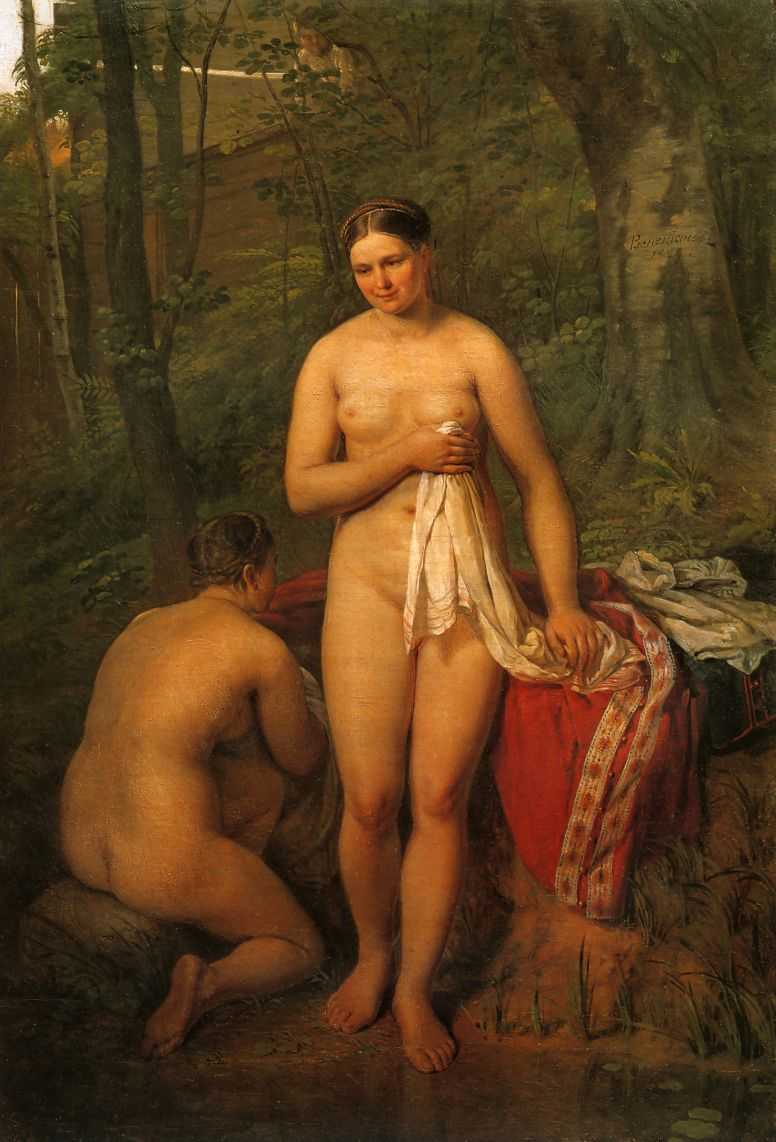
Les baigneuses, 1829

## Postérité

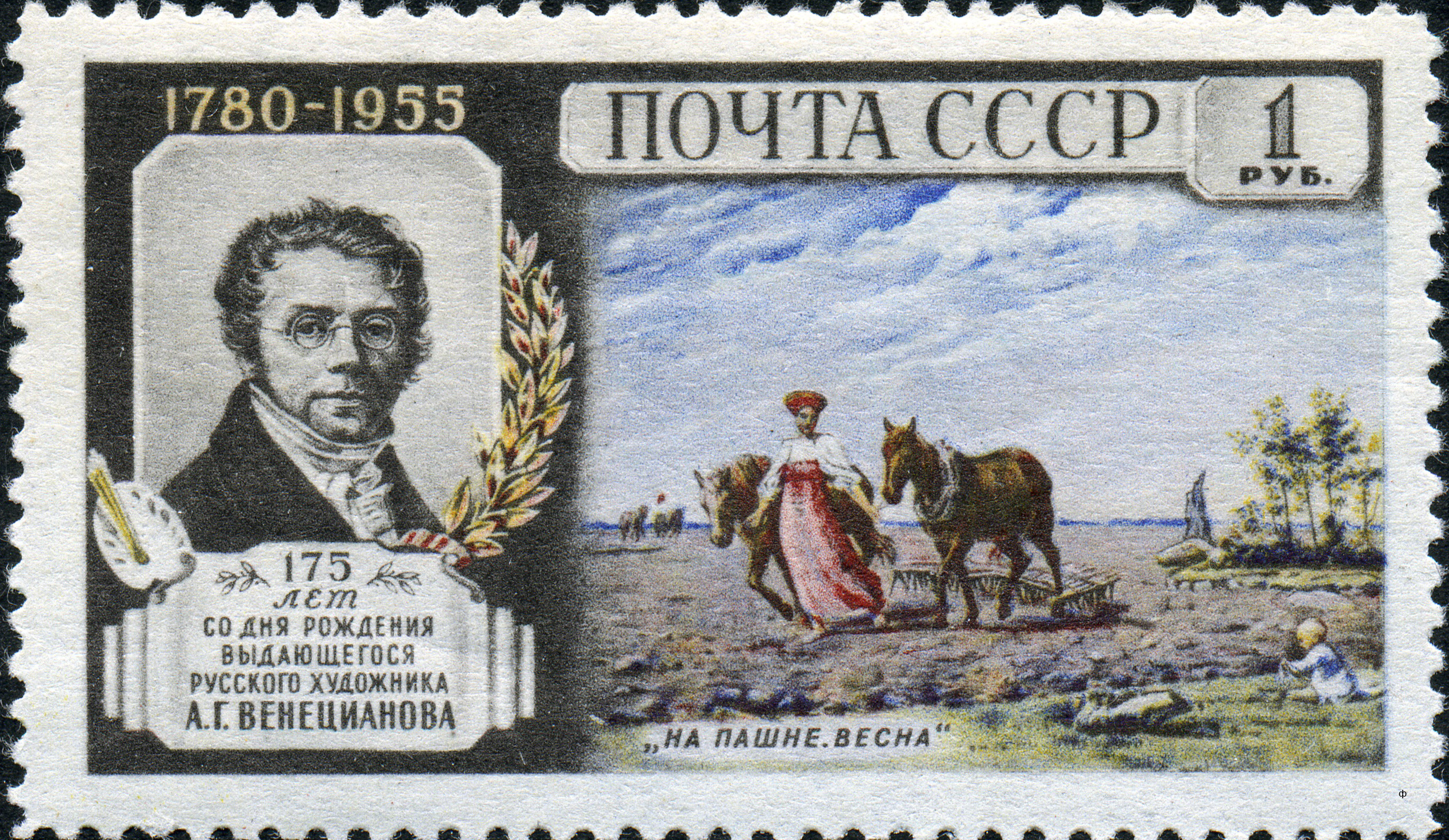
timbre-poste URSS, 1955

- En 1955 un timbre-poste a été édité en URSS dédié à Venetsianov.
- Dans la ville de Vychni Volotchek de l'oblast de Tver un monument a été érigé en souvenir des œuvres de Venetsianov.